# Kolheti Nemzeti Park
A Kolheti Nemzeti Park (grúzul: კოლხეთის ეროვნული პარკი) nemzeti park Grúzia nyugati felén, a Szamegrelo-Felső-Szvanéti és Guria régiók területén. Területe 807,99 km², amelynek jelentős része nyílt vízfelület vagy tengerfelszín. Közép-Kolheti nemzetközi jelentőségű vizes élőhelynek minősül, amely egyben rámszari terület. A Fekete-tenger part menti síkságán fekszik, a Tikori és a Szupsza torkolatai között. A parkot 1998 és 1999 folyamán hozták létre a grúziai Integrált Parti Gazdálkodási Projekt részeként, amelyet pénzügyileg a Világbank (PB) és a Globális Környezeti Alap (GEF) támogatott.

## Földrajza

### Vízrajz
A park döntő többsége vízfelületekből és vizes élőhelyekből áll. Számos kicsi állóvíz, köztük a Pihori folyó, a Kukani folyó, a Dedabera, a Thorina, Tszia, Tsziva, Kuria, Munkia, a Mukhurjina folyó és más kisebb patakok folynak a nemzeti parkon, elsősorban sík parti síkságon keresztül, átlagosan 0-10 méteres esést megtéve a területen. Egy keskeny, mintegy 100-200 méter széles dűnegerinc alakult ki a Fekete-tenger partja mentén, amely mintegy 2-3 m-rel emelkedik a parti síkság fölé. A terület nagy része tőzegláp és mocsár, amelyek némelyike több különálló tőzeglápot alkot, amelyek a parti síkságon találhatók. Helyenként a tőzegrétegek vastagsága meghaladhatja a 12 métert, ami agyag-, homok-, iszap- és tőzeglerakódások eredménye az elmúlt 4000–6000 évben.

### Éghajlat
A Kolheti Nemzeti Park éghajlata meleg és párás, az éves csapadékmennyiség 1500 és 1600 mm között mozog, eloszlása viszonylag egyenletes az év során. A parkot erős, időszakos parti szél éri, és a leghidegebb hónap,a január akár a 4,5 Celsius-fokos átlaghőmérsékletet is elérheti. Nyáron mérsékelten meleg van, augusztusban átlagosan eléri a 22 Celsius-fokot, a napi csúcshőmérséklet a 34 Celsius-fokot is elérheti.

## Fordítás
- Ez a szócikk részben vagy egészben  a   Kolkheti National Park című angol Wikipédia-szócikk ezen változatának fordításán alapul.  Az eredeti cikk szerkesztőit annak laptörténete sorolja fel. Ez a jelzés csupán a megfogalmazás eredetét és a szerzői jogokat jelzi, nem szolgál a cikkben szereplő információk forrásmegjelöléseként.